# Реут (приток Сейма)
Ре́ут — река в Курской области России, левый приток Сейма.
Длина реки — 88 км, площадь водосборного бассейна — 1030 км².

## Описание
Река берёт начало в 1 км к северо-западу от хутора Дрозды в Обоянском районе. Течёт на северо-запад через Медвенский, Большесолдатский, Курчатовский районы. В устьевой части отклоняется вправо и впадает в левобережный разлив Сейма вблизи Курчатова, в 2 км западнее (ниже) Курской АЭС.
Имеются небольшие пруды в верховьях реки и крупные пруды на притоках. Бассейн реки расположен на Среднерусской возвышенности, территория изрезана сетью балок. Лесная растительность встречается вдоль балок и в низовьях поймы реки.
Вблизи реки расположены около четырёх десятков населённых пунктов, крупнейшие из них (более 200 чел.) — пгт Иванино, Любимовка, Чапли, Дружная, Высокое, Спасское, 1-я Косторная, 1-я Гостомля, Тарасово. Наиболее густо заселены берега в среднем течении. В низовьях на берегах также находятся дачные посёлки.
Реку пересекают крупные автодороги Курск — Сумы, Курск — Глухов и железная дорога Курск — Льгов.
Ранее в устьевую часть реки поступали стоки промбытовой канализации с Курской АЭС.
Основные притоки (от устья, в скобках указана длина в км):
- 24 км лв: Бобрик (24)
- 30 км лв: Радутин (25)
- 31 км лв: Борщень (15)
- 50 км лв: Немча (14)
- 57 км лв: Любач (16)
- 68 км лв: Реутец (16)